# Fluido não newtoniano
Um fluido não newtoniano é um fluido cujas propriedades são diferentes dos fluidos newtonianos, mais precisamente quando a tensão de cisalhamento não é diretamente proporcional à taxa de deformação. Como consequência, fluidos não newtonianos podem não ter uma viscosidade bem definida.

## Caracterização
Embora o conceito de viscosidade clássica seja vulgarmente utilizado para caracterizar um material, ele pode ser inadequado para descrever o comportamento mecânico de determinadas substâncias líquidas (fluidos não newtonianos), nos quais a viscosidade aparente não é constante durante o escoamento. Estas substâncias são melhor estudados através de suas propriedades reológicas, que mostram as relações entre a tensão aplicada nesta substância e a taxa de deformação sob diferentes condições de escoamento. A obtenção destas propriedades reológicas é feita com viscosímetros. Estas propriedades são descritas pelas equações constitutivas na forma tensorial, que são comuns no campo da mecânica do contínuo, ou na forma escalar por meio de definições de taxas de deformação efetiva e tensão de cisalhamento efetiva.
| Mecânica do contínuo Estudo da física de materiais contínuos | Mecânica dos sólidos Estudo da física de materiais contínuos com uma forma de repouso definida.             | Elasticidade Descreve materiais que retornam à sua forma de repouso depois que as tensões aplicadas são removidas.      | Elasticidade Descreve materiais que retornam à sua forma de repouso depois que as tensões aplicadas são removidas. |
| Mecânica do contínuo Estudo da física de materiais contínuos | Mecânica dos sólidos Estudo da física de materiais contínuos com uma forma de repouso definida.             | Plasticidade Descreve materiais que se deformam permanentemente após uma tensão aplicada superar um determinado limite. | Reologia Estudo de materiais com características de sólido e fluido.                                               |
| Mecânica do contínuo Estudo da física de materiais contínuos | Mecânica dos fluidos Estudo da física de materiais contínuos que se deformam quando submetidos a uma força. | Fluidos não newtonianos não apresentam taxas de deformação proporcionais às tensões cisalhantes aplicadas.              | Reologia Estudo de materiais com características de sólido e fluido.                                               |
| Mecânica do contínuo Estudo da física de materiais contínuos | Mecânica dos fluidos Estudo da física de materiais contínuos que se deformam quando submetidos a uma força. | Fluidos newtonianos apresentam taxas de deformação proporcionais às tensões cisalhantes aplicadas.                      | |

## Tipos

Classificação dos fluidos

- Plástico de Bingham: estes fluidos requerem a aplicação de uma tensão, τ, além de um limiar de tensão τ0 próprio do plástico de Bingham, para que haja escoamento. Quando submetidos a baixas tensões,τ<τ0, se comportam como sólidos, ou seja, apresentam viscosidade infinita.

| Viscoelásticos                    | Material Kelvin | Efeito paralelo da viscosidade e elasticidade               |                                                |
| Viscoelásticos                    | Anelástico      | Material retorna a uma forma definida                       |                                                |
| Viscosidade dependente do tempo   | Reopéxico       | A viscosidade aparente aumenta conforme a duração da tensão | Alguns lubrificantes                           |
| Viscosidade dependente do tempo   | Tixotrópico     | A viscosidade aparente diminui conforme a duração da tensão | Várias tintas, e mel em algumas circunstancias |
| Viscosidade independente do tempo | Dilatante       | A viscosidade aparente aumenta conforme o aumento da tensão | Água com amido de milho                        |
| Viscosidade independente do tempo | Pseudoplástico  | A viscosidade aparente diminui conforme o aumento da tensão | Tintas a base de latex e areia movediça        |